# معاملة المثليين في إسواتيني
يواجه الأشخاص من المثليين والمثليات ومزدوجي التوجه الجنسي والمتحولين جنسياً (اختصاراً: LGBT) في إسواتيني تحديات قانونية واجتماعية لا يواجهها غيرهم من المغايرين جنسيا. يعد النشاط الجنسي المثلي بين الذكور وبين الإناث غير قانوني في إسواتيني، ويواجه الأشخاص من مجتمع المثليين وصمة عار بين السكان. كما أن المنازل التي يعيش فيها الشركاء المثليون غير مؤهلة للحصول على نفس الحماية القانونية المتاحة للأزواج المغايرين، مع وجود عدة تقارير تتحدث عن مستوى عالي من التمييز والانتهاكات ضد مجتمع المثليين. وفقاً لمنظمة حقوق المثليين السوازية «صخرة الأمل»: «لا يوجد تشريع يعترف بالمثليين والمثليات ومزدوجي التوجه الجنسي والمتحولين جنسياً وثنائيي الجنس أو حماية لحق التوجهات غير المغايرة والهوية الجندرية وكنتيجة لا يمكن أن يكون [هؤلاء الأفراد] منفتحين حول توجههم أو هويتهم الجندرية خوفاً من الرفض والتمييز».
يواجه المثليون جنسياً في إسواتيني بانتظام التمييز الاجتماعي والتحرش. على هذا النحو، يختار معظمهم إخفاء توجههم أو الانتقال إلى جنوب أفريقيا المجاورة. بالإضافة إلى ذلك، فإنهم يواجهون معدلًا مرتفعًا جدًا من الإصابات بفيروس نقص المناعة البشرية/الإيدز (تتمتع إسواتيني بأعلى معدل انتشار للإصابة بفيروس نقص المناعة البشرية في العالم، حيث تشير التقارير إلى أن 27% من سكان إستواتيني مصابون به).
أقيمت مسيرة فخر المثليين الأولى في إسواتيني في يونيو 2018.

## قانونية النشاط الجنسي المثلي
بموجب القسم رقم 252 (1) من دستور مملكة إسواتيني، يتم تطبيق مبادئ وقواعد القانون العام الروماني-الهولندي في إسواتيني منذ 22 فبراير 1907 (حيث أُحدثت هذه المبادئ والقواعد بتاريخ 6 سبتمبر 1968 والذي يصادف يوم الاستقلال) وهي تُطبق وتنفذ باسم القانون العام لإسواتيني. المصدر الرئيسي لهذا القانون العام في عام 1907 كان القانون العام الذي تم تطبيقه في مستعمرة ترانسفال، والتي أصبحت في نهاية المطاف جزءاً من جنوب أفريقيا. كانت السدومية جريمة بموجب القانون العام لسنة 1907، والذي يقضي بمعاقبة المذنب إما بالموت أو بعقوبة أخف من الموت بناءً على تقدير المحكمة.
بحلول منتصف القرن العشرين، عرّفت المحاكم في جنوب أفريقيا المثلية على أنها: «علاقات جنسية غير مشروعة ومقصودة بين اثنين من البشر الذكور.» هذا التعريف المحدود استبعد مجموعة متبقية من ما تم اعتباره «أفعالا جنسية غير طبيعية» والتي كانت محظورة والتي كان يُشار إليها عادةً باعتبارها «جرائم غير طبيعية»، والتي شملت على الأقل تلك الأفعال الجنسية بين الرجال التي لم تشتمل على الجنس الشرجي، ووضوحاً يظهر أن هذا التعريف لم يتضمن الأفعال الجنسية المثلية بين النساء. ليس من المؤكد إذا كان لهذه التطورات القانونية في جنوب أفريقيا تأثير على قانون إسواتيني العام. تزعم المؤسسة الدولية للمثليين والمثليات ومزدوجي التوجه الجنسي والمتحولين جنسيا وثنائيي الجنس بأن تعريف إسواتيني للسدومية هو نفسه كما كان لجنوب أفريقيا، وأن الأفعال الجنسية الجنسية بين النساء قانونية.
قانون السدومية في إسواتيني غير مطبق من الناحية العملية. قال وزير العدل مرارًا وتكرارًا إن سياستهم لا تتمثل في محاكمة البالغين الذين يوافقون على ذلك. ومع ذلك، فقد انتقدت منظمات المثليين هذا النهج: «بالنسبة لنا، يبدو الأمر وكأنك تحمل مسدسًا وتقول إن سياستك هي عدم إطلاق النار». وجادلوا بأن الطريقة الوحيدة لإلغاء قانون السدومية في البلاد هي الذهاب إلى المحاكم.

## الاعتراف القانوني بالعلاقات المثلية
لا يوجد اعتراف قانوني بالعلاقات المثلية في إسواتيني.

## التبني وتبني الأسرة
يُحظر على الشركاء المثليين تبني أطفال في إسواتيني. خلاف ذلك، قد يكون الوالدين بالتبني المحتملين من المغايرين العازبين أو المتزوجين أو المطلقين.

## الحماية من التمييز
في عام 2012، رفض وزير الشؤون الخارجية السابق مغواغوا غامدزي دعوة من مجموعة عمل تابعة للأمم المتحدة لوضع قانون يحمي المثليين. قال غاميدزي إن عددًا قليلًا جدًا من المثليين، إن وجد، يعيشون في إسواتيني، وأن عناء صياغة مثل هذا القانون لم يكن يستحق كل هذا الجهد.
في مايو 2017، قدمت لجنة الأمم المتحدة لحقوق الإنسان سلسلة من الأسئلة إلى حكومة إستواتيني تتناول حقوق المثليين. أرادت اللجنة معرفة التدابير المتخذة «لحماية الأشخاص من التمييز والعنف على أساس التوجه الجنسي والهوية الجندية، بما في ذلك في السكن والتوظيف، وتعزيز التسامح». بالإضافة إلى ذلك، تساءلت اللجنة عن تمسك إسواتيني بالعهد الدولي الخاص بالحقوق المدنية والسياسية، والذي يحمي النشاط الجنسي الخاص بالتراضي بين البالغين، وأعربت عن قلقها من انتشار العنف ضد مجتمع المثليين.

## ظروف الحياة
وجد تقرير حقوق الإنسان الصادر عن وزارة الخارجية الأمريكية لعام 2011 أن:
كان التمييز الاجتماعي ضد مجتمع المثليين والمثليات ومدوجي التوجه الجنسي والمتحولين جنسياً سائداً (أي عام 2011)، وعموماً قام الأشخاص من المثليين والمثليات ومزدوجي التوجه الجنسي والمتحولين جنسيا بإخفاء توجههم الجنسي وهويتهم الجندرية. لا يزال تشريع الحقبة الاستعمارية ضد «السدومية» موجوداً في الكتب؛ ومع ذلك، فلم يتم استخدامه لاعتقال الرجال المثليين. واجه المثليون والمثليات ممن أعلنوا عن توجههم الجنسية وعلاقاتهم للعلن استهجاناً وتم استبعادهم من نظام الرعاية القائم على رؤساء القبائل، وهو الأمر الذي قد يؤدي إلى طرد الفرد من منزله. انتقد رؤساء وقساوسة وأعضاء من الحكومة السلوك الجنسي المثليين معتبرين أنه ليس سوازيلنديا أو مسيحياً. يوجد تمييز مجتمعي ضد الرجال المثليين والنساء المثليات، وكان لمنظمات الدفاع عن المثليين مشكلة في التسجيل لدى الحكومة. إحدى هذه المنظمات وهي صخرة الأمل كانت تتبع لمنظمة أخرى تتعامل مع فيروس العوز المناعي البشري/الإيدز. من الصعب معرفة مدى التمييز في التوظيف على أساس التوجه الجنسي وذلك لأنه من غير المحتمل للضحايا أن يتقدموا للعمل، ومعظم الرجال المثليين والنساء المثليات ليسوا منفتحين حول توجههم الجنسية.

### مواقف مسؤولي الحكومة
قال الملك مسواتي الثالث وهو من حكام الملكية المطلقة بحسب بعض التقارير فيما يتعلق بالعلاقات من نفس الجنس أنها «شيطانية» ووصف رئيس الوزراء السابق برنابا سيبوسيسو دلاميني المثلية الجنسية «بالشذوذ والمرض».
في عام 2009، دعي مانغوثو سيمانغا دلاميني، رئيس رابطة المثليين والمثليات في إسواتيني (غاليسوا)، شخصيا إلى افتتاح البرلمان الإسواتيني التاسع.
في فبراير 2012، استخدم مسؤولو الصحة العامة في إسواتيني حملة عيد الحب لحث المثليين على الوثوق بوعود السرية واختبار فيروس نقص المناعة البشرية. أقر نائب مدير الصحة، سيمون زواني، بأن ممارسة الجنس المثلي في المجتمع السوازي من التابوهات، لكنه قال إن وزارة الصحة تعمل بنشاط على توسيع نطاقها لتشمل الشركاء المثليين في الاستشارة والاختبار بشأن فيروس نقص المناعة البشرية. وقد حظيت هذه الخطوة بالإشادة من قبل مجموعات المثليين الذين اعتبروها خطوة كبيرة في الاعتراف بوجود الأشخاص المثليين.
في يونيو 2012، قال رئيس الوزراء ادلسابق بارناباس سيبوسيسو دلاميني أن «رجال الدين يقولون إن هذا (علاقات المثليين) غير مقبول في الكتاب المقدس. لقد سمحت به بعض الدول والمجتمعات الآن فقط. لا يزال الأمر مخيفًا هنا في إسواتيني عندما نرى حدوث ذلك. قوانين البلاد لا تسمح بذلك». قال رئيس الوزراء أيضًا «لا يمكن للأشخاص المثليين الذهاب إلى المكاتب الإقليمية للزواج. سوف يستغرق الأمر بعض الوقت قبل أن نسمح بحدوث ذلك وإدراجه في قوانين البلاد. لسنا مستعدين حتى للنظر فيه».
في عام 2014، صرح السكرتير الصحفي بيرسي سيميلان لصحيفة «سوازي أوبزرفر» أن الحكومة «تراقب عن كثب الوضع بهدف اتخاذ موقف قانوني».

### التمييز المجتمعي
تقارير التمييز والمضايقات والعنف ضد المثليين شائعة في إسواتيني. في آذار/مارس 2015، قُتلت امرأة مثلية الجنس بالغة من العمر 26 عامًا من نهلانغانو على يد رجل لا يريد أن يرى المثليات. وقبل بضعة أشهر، قتل رجل مثلي الجنس أيضا في المدينة.

## مسيرات الفخر
أقيمت مسيرة فخر المثليين الأولى في إسواتيني في يونيو 2018 في العاصمة مباباني ونظمته جمعية «صخرة الأمل» (بالإنجليزية: Rock of Hope)‏. بدأ الحدث بمسيرة (بحماية الشرطة)، تلتها نزهة وحفلة. حضر حوالي 1000 شخص. حصل هذا الحدث على تغطية إعلامية دولية ومحلية كبيرة، حيث ظهر على الصفحة الأولى لكلا جريدتي الصحف السواتية. حضر سفير الولايات المتحدة في إسواتيني ليزا بيترسون المسيرة.
«صخرة الأمل» (بالإنجليزية: Rock of Hope)‏ هي منظمة الدفاع عن حقوق المثليين والمثليات ومزدوجي التوجه الجنسي والمتحولين جنسيا، تسعى إلى رفع مستوى الوعي بالتمييز والوصم الذي يواجهه أفراد مجتمع المثليين، لمنع انتقال فيروس نقص المناعة البشرية/الإيدز وتشجيع المجتمع على قبول مجتمع المثليين. تأسست في عام 2012. وهي نشطة أيضا في القيام بأعمال خيرية في المجتمعات المحلية.

## الرأي العام
وفقًا لاستطلاع عام 2013، حاول 43% من المستجيبين المثليات والمتحولين جنسياً الانتحار خلال العام الماضي، و 78% منهم اعتادوا بانتظام على «المواد المسكرة للشعور بأنهم طبيعيون والنسيان».
وجد استطلاع عام 2016 أن 26% من سكان سوازيلند يقبلون أو لا يمانعون في وجود جار مثلي.

## ملخص
| قانونية النشاط الجنسي المثلي                                                                  | (غير قانوني بين الرجال؛ لايتم تطبيقه)/ (بين النساء) |
| المساواة في السن القانوني للنشاط الجنسي                                                       | (غير قانوني بين الرجال؛ لايتم تطبيقه)/ (بين النساء) |
| قوانين مكافحة التمييز في التوظيف                                                              | No                                                  |
| قوانين مكافحة التمييز في توفير السلع والخدمات                                                 | No                                                  |
| قوانين مكافحة التمييز في جميع المجالات الأخرى (تتضمن التمييز غير المباشر، خطاب الكراهية)      | No                                                  |
| قوانين مكافحة أشكال التمييز المعنية بالهوية الجندرية                                          | No                                                  |
| زواج المثليين                                                                                 | No                                                  |
| الاعتراف القانوني بالعلاقات المثلية                                                           | No                                                  |
| تبني أحد الشريكين للطفل البيولوجي للشريك الآخر                                                | No                                                  |
| التبني المشترك للأزواج المثليين                                                               | No                                                  |
| يسمح للمثليين والمثليات ومزدوجي التوجه الجنسي والمتحولين جنسيا بالخدمة علناً في القوات المسلحة | No                                                  |
| الحق بتغيير الجنس القانوني                                                                    | No                                                  |
| علاج التحويل محظور على القاصرين                                                               | No                                                  |
| الحصول على أطفال أنابيب للمثليات                                                              | No                                                  |
| الأمومة التلقائية للطفل بعد الولادة                                                           | No                                                  |
| تأجير الأرحام التجاري للأزواج المثليين من الذكور                                              | (غير قانوني للأزواج المغايرين كذلك)                 |
| السماح للرجال الذين مارسوا الجنس الشرجي التبرع بالدم                                          | No                                                  |